# Thomas Lomar Gray
Pour les articles homonymes, voir Gray.
Thomas Lomar Gray (4 février 1850 - 19 décembre 1908) est un ingénieur écossais qui fut conseiller étranger au Japon pendant l'ère Meiji. Il est un pionnier dans le domaine de la sismologie.

## Enfance et formation
Né à Lochgelly dans le Fife en Écosse, Gray est diplômé en 1878 en génie civil à l'université de Glasgow. Dans cette même ville, il reçut la médaille Cleland pour « une détermination expérimentale des moments magnétiques en mesure absolue ».

## Carrière
Recommandé par John Milne, il est embauché par le gouvernement japonais en tant que conseiller étranger et arriva à Tokyo en 1879 pour occuper le poste de professeur d'ingénierie du télégraphe dans les laboratoires de physique à l'université impériale de Tokyo. Plus tard, pendant qu'il travaillait au collège impérial de génie civil, il aida John Milne et James Alfred Ewing à développer le premier sismomètre moderne de 1880 à 1895. Bien que les trois hommes travaillèrent en équipe sur l'invention et l'utilisation de l'appareil, John Milne est souvent crédité seul de l'invention du premier sismographe moderne avec pendule horizontal.
Ils fondèrent ensemble la société sismologique du Japon (SSJ) en 1880.
Thomas Corwin Mendenhall était un des collègues de Gray. En 1888, Mendenhall l'encouragea à intégrer l'institut polytechnique de technologie de Rose (actuel institut de technologie Rose–Hulman) à Terre Haute dans l'Indiana. Il y devint professeur de génie dynamique. Il fut vice-président de l'institut de 1891 à 1908. Il meurt le 19 décembre 1908.